# 疊加速度
疊加速度 （英語：Stacking velocity）
是通過最佳擬合時距曲綫所得的地震波在介質傳播的速度值。疊加速度是地震資料處理的最基本步驟。
經過底下水平界面反射回來的地震波，其時距曲面綫(走時曲線)是雙曲線。關係如下：
{\displaystyle t^{2}=t_{0}^{2}+{\frac {x^{2}}{v^{2}}}}
其中{\displaystyle t_{0}} 為炮检距等於零時反射時間，x为炮检距，v为反射界面上覆层波速。
此公式指出地震波传播时间從地下界面反射的地面檢波器最短的是垂直方向，又稱法线反射。當檢波器遠離炮點時（炮检距）增加時，其反射時間會增加。反射時間按炮检距增加的時間曲线爲時距曲綫。

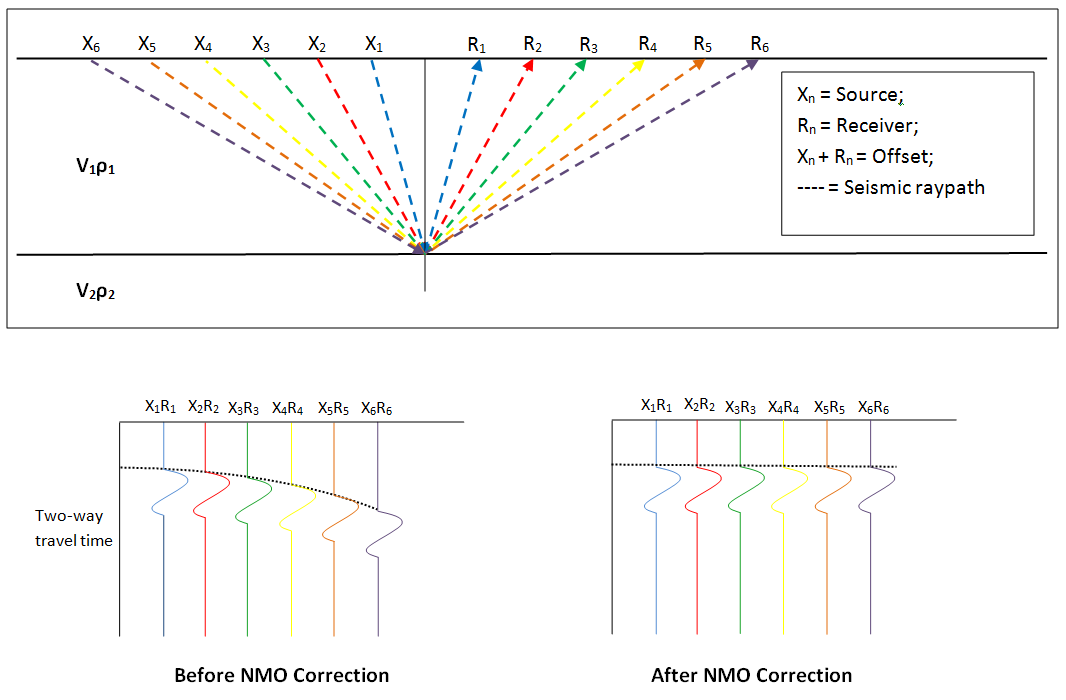
地震波根據共中點收集，然後根據动校正修正

疊加速度的推算必需依賴动校正。原理是設定一速度，根據雙曲線反射公式，對共中點（common mid point )的道集，校正非法线反射到法线反射。若所設速度正確，在疊加這些道集后，反射波的振幅最大。根據公式，校正值計算如下：
{\displaystyle t_{N}=sqrt{(t_{0}^{2}+(x/v)^{2})}-t_{0}}
{\displaystyle t_{N}} 為校正值。
由計算公式可看出，同一深度反射界面（{\displaystyle t_{0}}及v 不變）。由于各接收点距激发点远近不同（炮检距），校正量也不同，故称动校正。同樣，若不同深度（v）的反射界面、其校正量也不同。除了速度和炮检距外，校正值也受其它因素的影響，包括反射界面傾角以及其方位角與激发点和檢波器的方位角的關係.
由於地震數據採集時，所用電纜長度有限，所得雙曲線只是部分，根據擬合時距曲綫而得的地震波速度也是近似值.